# Linn Söderholm
Linn Söderholm (5 de mayo de 1996) es una deportista de Suecia que compite en atletismo. Ganó una medalla de plata en el Campeonato Europeo de Atletismo por Equipos de 2021, en la prueba de 3000 m.